# Auel (Burg-Reuland)

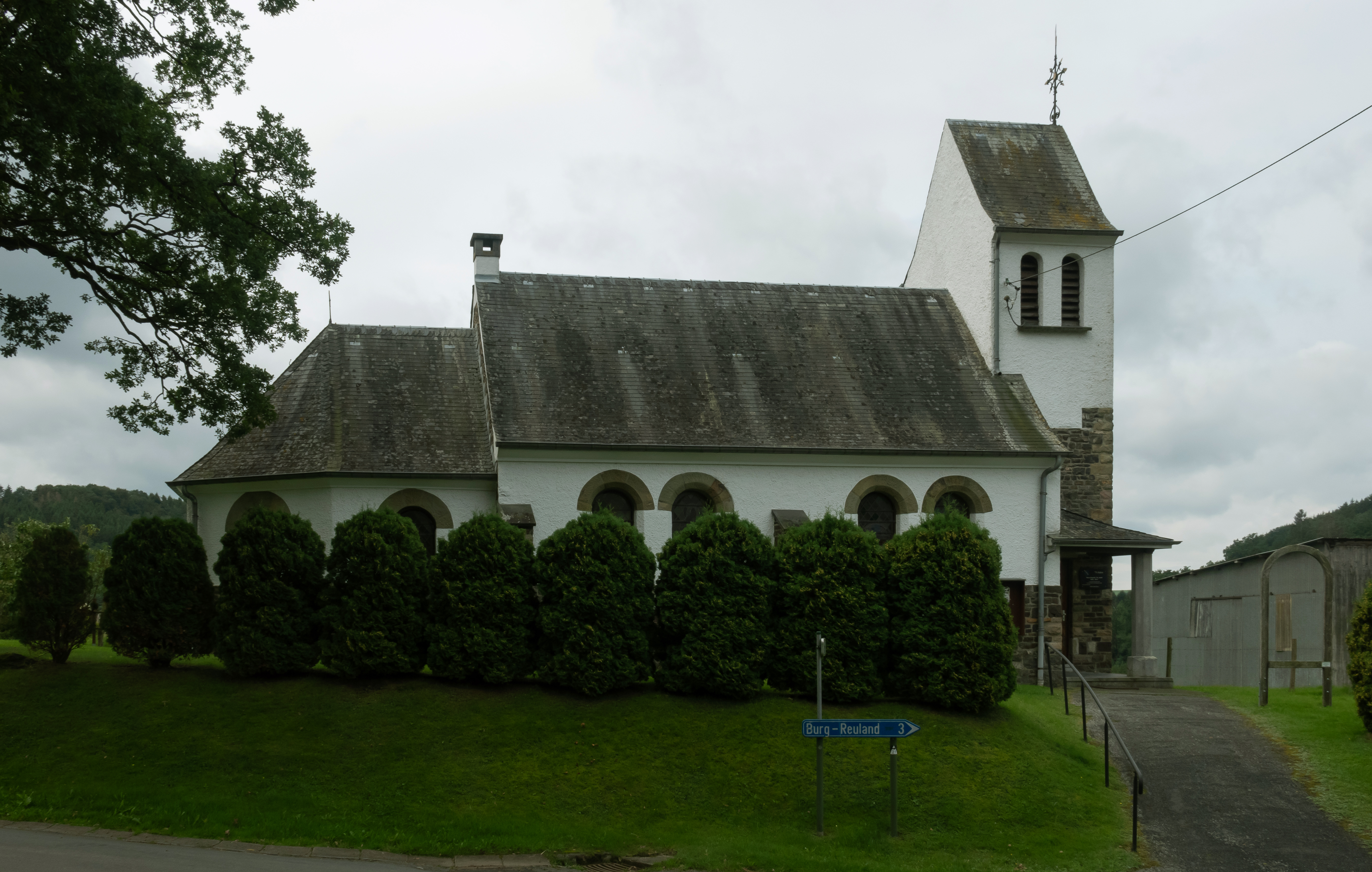
Auel, die Sankt Cäcilia Kirche

Auel ist ein Dorf in der belgischen Eifel mit 118 Einwohnern (Stand am 31. Dezember 2016), das zur Gemeinde Burg-Reuland in der Deutschsprachigen Gemeinschaft gehört.

## Geografie
Auel liegt im Ourtal zwischen den Dörfern Steffeshausen (ebenfalls Gemeinde Burg-Reuland) und Hemmeres (Ortsteil der Gemeinde Winterspelt in Rheinland-Pfalz).

## Geschichte
Die Bezeichnung „Auel“ scheint von dem Begriff „Aue“ bzw. „Auwe“ herzurühren, mit dem humusreiche Landstriche in Flusstälern bezeichnet werden. Der ursprüngliche Ort lag am rechten Ufer der Our, wurde jedoch aufgrund immer wieder auftretender Überschwemmungen nach und nach auf den Hang am linken Ufer verlegt. Im Jahre 1619 wird eine erste Kapelle in Auel erwähnt, die jedoch bereits 1820 wieder abgerissen und durch einen 1823 bezugsfertigen Neubau ersetzt wurde. Die heutige Kapelle wurde von 1933 bis 1935 errichtet.

## Persönlichkeiten
- Wilhelm Koep, Architekt (1905–1999)
- Paul Schoonbroodt, als Priester in Auel tätig (1933–2012)